# Blénod-lès-Toul
Blénod-lès-Toul è un comune francese di 1 063 abitanti situato nel dipartimento della Meurthe e Mosella nella regione del Grand Est.

## Società

### Evoluzione demografica
Abitanti censiti